# 180 (عدد)
180 هو عدد صحيح. طبيعي بين 179 و181

## في الرياضيات

### خصائص
- 180عدد زوجي
- 180عدد زائد
- 180 عدد مضلعي (61 أضلاع-...)